# 180
180 је била преступна година.

## Догађаји
- Квади су гоњени на запад, дубље у Германију. Преторијански префект Тарутеније Патернус постиже одлучујућу победу против германских племена.
- Завршава се ера пет добрих царева.
- Рим ствара тампон зону широку 4 миље поред Дунава.
- У Риму почињу радови на изградњи Ступа Марка Аурелија.
- Северни Британци иза Хадријановог зида нападају север данашње Енглеске, због чега је цар Комод дозволио деловима северних градова да успоставе градске зидине.
- Касије Дион стиже у Рим и постаје сенатор
- Готи стижу до обала Црног мора.
- Језеро Таупо на Новом Зеланду еруптира, формирајући облаке пепела све до Кине и Европе.
- У свом Метходус Медендо, грчки лекар Гален описује везу између парализе и пресецања кичмене мождине.
- Објављено је Галеново популарно дело о хигијени.
- Комод ствара званични култ зороастријског бога Митре.

### Март
- 17. март — Римски цар Марко Аурелије умире након болести у свом логору Виндобона (данашњи Беч), и наслеђује га 18-годишњи син Комод.

### Јул
- 17. јул — Дванаест становника града Сцилијум у Нумидији су погубљени у Картагини зато што су као хришћани одбили да положе заклетву цару. Касније постају познати као Сцилитански мученици, а запис о њиховом мучеништву постаје први писани траг о постојању хришћанства у северозападној Африци.

## Рођења
- Ардашир I, оснивач Сасанидског царства (у. 242)
- Јулија Соемија Басијана  - мајка цара Елегабала

## Смрти
- 17. март — Марко Аурелије, римски цар (р. 121)
- Гај - познати римски правник
- Егесип  - ранохришћански књижевник и историчар
- Лукијан из Самосате -  асирски реторичар и писац сатире
- Свети Мелитон - епископ Сардски